# 유대어
유대어(-語)는 세계 각국으로 흩어진 디아스포라 유대인들이 현지어를 바탕으로 히브리어적 요소를 더하여 다듬고 발전시킨 언어 및 방언을 두루 일컫는 말이다. 유대 제어의 특징은 유대교를 비롯하여 유대인 고유의 사상을 나타내는 말은 히브리어에서, 그리고 나머지 일상 어휘의 대부분은 정착한 지역의 언어를 바탕으로하여 양자를 융합시키는데 있으며, 다른 특징은 글을 쓸 때 언어에 관계없이 히브리 문자로 표기하는 것이다. 가장 대표적인 유대 제어로, 독일어에 바탕을 둔 이디시어와 스페인어에 바탕을 둔 라디노어 등이 있다.

## 같이 보기
- 이디시어
- 라디노어
- 카라임어
- 유대-말라얄람어
- 히브리 문자

## Bibliography
- Zuckermann, Ghil'ad (2014). Jewish Language Contact (International Journal of the Sociology of Language 226)
- Zuckermann, Ghil'ad (2003), Language Contact and Lexical Enrichment in Israeli Hebrew, Palgrave Macmillan (ISBN 9781403917232 / ISBN 978140338695)